# オキソグルタル酸デヒドロゲナーゼ (スクシニル基転移)
オキソグルタル酸デヒドロゲナーゼ (スクシニル基転移)（oxoglutarate dehydrogenase (succinyl-transferring)）は、クエン酸回路を構成する酵素の一つで、次の化学反応を触媒する酸化還元酵素である。
2-オキソグルタル酸 + [ジヒドロリポイルリシン残基スクシニルトランスフェラーゼ]リポイルリシン {\displaystyle \rightleftharpoons } [ジヒドロリポイルリシン残基スクシニルトランスフェラーゼ] S-スクシニルジヒドロリポイルリシン + CO2
反応式の通り、この酵素の基質は2-オキソグルタル酸と[ジヒドロリポイルリシン残基スクシニルトランスフェラーゼ]リポイルリシン、生成物は [ジヒドロリポイルリシン残基スクシニルトランスフェラーゼ] S-スクシニルジヒドロリポイルリシンと二酸化炭素である。
組織名は2-oxoglutarate:[dihydrolipoyllysine-residue succinyltransferase]-lipoyllysine 2-oxidoreductase (decarboxylating,acceptor-succinylating)である。

## 参考文献

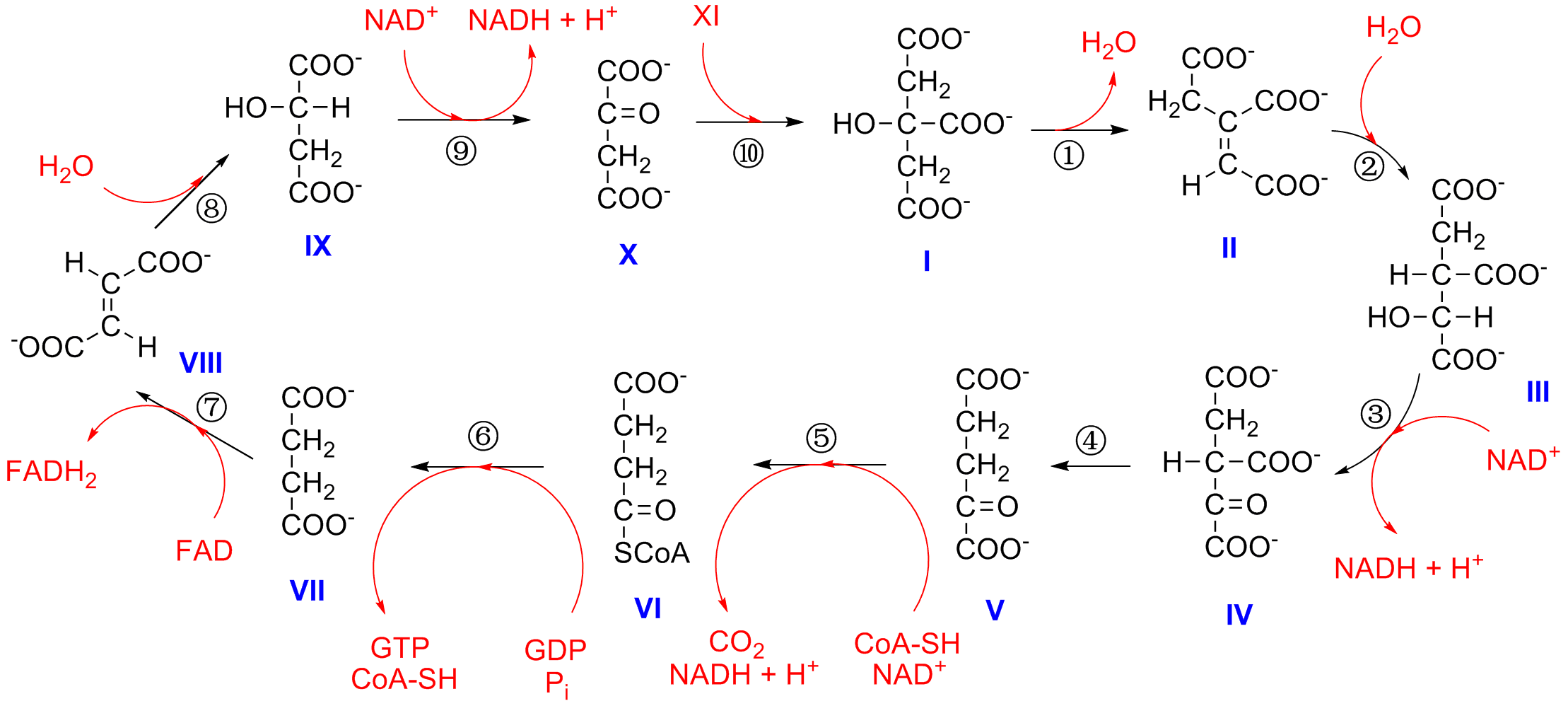
クエン酸回路反応図。オキソグルタル酸デヒドロゲナーゼ (スクシニル基転移)は図中⑤の反応を触媒する。